# Minaya (kommunhuvudort)
Minaya är en kommunhuvudort i Spanien.   Den ligger i provinsen Provincia de Albacete och regionen Kastilien-La Mancha, i den centrala delen av landet, 170 km sydost om huvudstaden Madrid. Minaya ligger 730 meter över havet och antalet invånare är 1 701.
Terrängen runt Minaya är mycket platt. Runt Minaya är det ganska glesbefolkat, med 34 invånare per kvadratkilometer. Närmaste större samhälle är La Roda, 15,8 km öster om Minaya. Trakten runt Minaya består till största delen av jordbruksmark.